# Fußball-Bundesliga 1996/97 (Frauen)
Die Fußball-Bundesliga 1996/97 war die siebte Saison der Fußball-Bundesliga der Frauen. Meister wurde Grün-Weiß Brauweiler durch einen Sieg im Elfmeterschießen gegen den FC Rumeln-Kaldenhausen. Es war die letzte Spielzeit, in der die Bundesliga in zwei Gruppen getrennt war.

## Saisonverlauf
In der Saison 1996/97 ging es nicht nur um die Meisterschaft und um den Abstieg, sondern auch um die Qualifikation zur neuen, eingleisigen Bundesliga. Somit blieb die Saison auch für die Mannschaften aus dem Mittelfeld spannend bis zum letzten Spieltag.
Im Norden wurde erneut Grün-Weiß Brauweiler Staffelsieger mit einem Punkt Vorsprung vor dem FC Rumeln-Kaldenhausen. Für den Titelverteidiger aus Siegen, die erstmals unter dem Namen Sportfreunde antraten blieb nur Platz drei. Dennoch zog man wie auch der Vierte Eintracht Rheine direkt in die eingleisige Bundesliga ein. Potsdam, Hannover, Schmalfeld und Wolfsburg mussten in die Relegation, während die knapp geschlagenen Aufsteiger aus Wildeshausen ebenso zurück in die Regionalliga mussten wie Tennis Borussia Berlin.
Im Süden dominierte der FSV Frankfurt wieder einmal nach Belieben. Einziger Schönheitsfleck war das 0:0 beim Absteiger aus Sindelfingen. Ansonsten wurde jedes Spiel gewonnen. Der Lokalrivale aus Praunheim wurde Vizemeister. Direkt für die eingleisige Bundesliga qualifizierten sich der TuS Niederkirchen sowie der VfR 09 Saarbrücken. Letztere traten nach der Saison dem 1. FC Saarbrücken bei. In die Relegation mussten der TSV Crailsheim, der überraschend starke Aufsteiger SC Sand, Klinge Seckach und Aufsteiger Schwarzbach. Dafür mussten das Urgestein VfL Sindelfingen und der TuS Ahrbach absteigen.
Im Halbfinale behielten beide Nordclubs die Oberhand. Während Brauweiler nach einem 4:2-Sieg in Praunheim ein Unentschieden im Rückspiel reichte, musste Rumeln einem 2:1-Rückstand aufholen, was mit einem 3:1-Sieg im Rückspiel gelang. Das Finale war eine sehr spannende Angelegenheit. Nach 90 Minuten stand es torlos unentschieden. Kurz nach Beginn der Verlängerung brachte Inka Grings die Rumelner in Führung. Drei Minuten vor Abpfiff gelang Brauweiler der Ausgleich durch Menge der Ausgleich. Im Elfmeterschießen hatte Brauweiler die besseren Nerven. Die Entscheidung fiel, als die Rumelnerin Daniela Arndt ihren Elfmeter verschoss. Claudia Klein verwandelte darauf ihren Elfmeter und Brauweiler war nach drei verlorenen Finals Deutscher Meister.
Für die Relegation um die letzten vier Plätze in der eingleisigen Bundesliga wurden vier Gruppen zu je vier Mannschaften gebildet. Nur die Gruppensieger hatten ihren Platz in der neuen Klasse sicher. Über die Relegation schafften SSV Turbine Potsdam und der SC Klinge Seckach den Klassenerhalt. Sportlich hatte auch Fortuna Sachsenroß Hannover den Klassenerhalt geschafft. Aus finanziellen Gründen verzichtete man auf die Bundesliga und machte in der Bezirksliga weiter. Dafür rückte der Hamburger SV nach. Einziger sportlicher Aufsteiger war der SC 07 Bad Neuenahr.

## Gruppe Nord

### Abschlusstabelle
| Pl. | Verein                         | Sp. | S  | U | N  | Tore    | Diff. | Punkte |
| --- | ------------------------------ | --- | -- | - | -- | ------- | ----- | ------ |
| 1.  | Grün-Weiß Brauweiler           | 18  | 15 | 2 | 1  | 059:120 | +47   | 47     |
| 2.  | FC Rumeln-Kaldenhausen         | 18  | 15 | 1 | 2  | 060:120 | +48   | 46     |
| 3.  | Sportfreunde Siegen (M)        | 18  | 13 | 1 | 4  | 052:150 | +37   | 40     |
| 4.  | Eintracht Rheine               | 18  | 9  | 4 | 5  | 030:240 | +6    | 31     |
| 5.  | SSV Turbine Potsdam            | 18  | 8  | 3 | 7  | 032:290 | +3    | 27     |
| 6.  | Fortuna Sachsenroß Hannover    | 18  | 4  | 4 | 10 | 024:450 | −21   | 16     |
| 7.  | Schmalfelder SV (N)            | 18  | 3  | 4 | 11 | 016:380 | −22   | 13     |
| 8.  | WSV Wolfsburg                  | 18  | 3  | 4 | 11 | 015:390 | −24   | 13     |
| 9.  | VfL Wittekind Wildeshausen (N) | 18  | 3  | 3 | 12 | 010:490 | −39   | 12     |
| 10. | Tennis Borussia Berlin         | 18  | 1  | 6 | 11 | 011:460 | −35   | 09     |

| (M) | Titelverteidiger                      |
| (P) | Pokalsieger                           |
| (N) | Aufsteiger aus der Regional-/Oberliga |

### Kreuztabelle
Die Kreuztabelle stellt die Ergebnisse aller Spiele dieser Saison dar. Die Heimmannschaft ist in der linken Spalte aufgelistet und die Gastmannschaft in der obersten Reihe.
| 1996/97 Nord | 1996/97 Nord                | Grün-Weiß Brauweiler | FCR Duisburg | Sportfreunde Siegen | FC Eintracht Rheine | SSV Turbine Potsdam | Fortuna Sachsenroß Hannover | Schmalfelder SV | WSV Wolfsburg | VfL Wittekind Wildeshausen | Tennis Borussia Berlin |
| 1.           | Grün-Weiß Brauweiler        | –                    | 1:0          | 1:2                 | 5:2                 | 0:0                 | 2:0                         | 6:0             | 0:0           | 8:0                        | 2:0                    |
| 2.           | FC Rumeln-Kaldenhausen      | 4:5                  | –            | 2:1                 | 1:0                 | 4:1                 | 3:0                         | 2:0             | 6:0           | 6:0                        | 7:0                    |
| 3.           | Sportfreunde Siegen         | 0:1                  | 0:3          | –                   | 0:1                 | 2:2                 | 6:1                         | 2:0             | 6:1           | 6:0                        | 9:0                    |
| 4.           | FC Eintracht Rheine         | 0:5                  | 1:1          | 0:2                 | –                   | 0:1                 | 4:0                         | 2:2             | 3:0           | 1:0                        | 3:0                    |
| 5.           | SSV Turbine Potsdam         | 1:5                  | 1:2          | 1:2                 | 2:3                 | –                   | 2:1                         | 2:0             | 3:0           | 0:2                        | 3:1                    |
| 6.           | Fortuna Sachsenroß Hannover | 1:6                  | 0:3          | 1:5                 | 2:2                 | 2:4                 | –                           | 2:1             | 2:0           | 1:2                        | 3:3                    |
| 7.           | Schmalfelder SV             | 0:2                  | 1:4          | 0:3                 | 1:3                 | 2:1                 | 0:3                         | –               | 1:1           | 2:0                        | 1:1                    |
| 8.           | WSV Wolfsburg               | 0:2                  | 0:3          | 1:3                 | 1:2                 | 2:2                 | 1:1                         | 4:3             | –             | 3:0                        | 1:0                    |
| 9.           | VfL Wittekind Wildeshausen  | 1:3                  | 1:6          | 0:1                 | 0:2                 | 0:4                 | 1:4                         | 0:0             | 1:0           | –                          | 2:2                    |
| 10.          | Tennis Borussia Berlin      | 1:5                  | 0:3          | 0:2                 | 1:1                 | 1:2                 | 0:0                         | 0:2             | 1:0           | 0:0                        | –                      |

## Gruppe Süd

### Abschlusstabelle
| Pl. | Verein               | Sp. | S  | U | N  | Tore    | Diff. | Punkte |
| --- | -------------------- | --- | -- | - | -- | ------- | ----- | ------ |
| 1.  | FSV Frankfurt (P)    | 18  | 17 | 1 | 0  | 076:400 | +72   | 52     |
| 2.  | SG Praunheim         | 18  | 12 | 2 | 4  | 045:110 | +34   | 38     |
| 3.  | TuS Niederkirchen    | 18  | 8  | 5 | 5  | 036:300 | +6    | 29     |
| 4.  | VfR 09 Saarbrücken 1 | 18  | 8  | 4 | 6  | 027:290 | −2    | 28     |
| 5.  | TSV Crailsheim       | 18  | 6  | 4 | 8  | 023:240 | −1    | 22     |
| 6.  | SC Sand (N)          | 18  | 6  | 4 | 8  | 022:410 | −19   | 22     |
| 7.  | SC Klinge Seckach    | 18  | 5  | 5 | 8  | 027:330 | −6    | 20     |
| 8.  | FSV Schwarzbach (N)  | 18  | 5  | 3 | 10 | 016:440 | −28   | 18     |
| 9.  | VfL Sindelfingen     | 18  | 4  | 4 | 10 | 022:390 | −17   | 16     |
| 10. | TuS Ahrbach          | 18  | 1  | 4 | 13 | 016:550 | −39   | 07     |

| (M) | Titelverteidiger                      |
| (P) | Pokalsieger                           |
| (N) | Aufsteiger aus der Regional-/Oberliga |

### Kreuztabelle
Die Kreuztabelle stellt die Ergebnisse aller Spiele dieser Saison dar. Die Heimmannschaft ist in der linken Spalte aufgelistet und die Gastmannschaft in der obersten Reihe.
| 1996/97 Süd | 1996/97 Süd        | FSV Frankfurt | SG Praunheim | TuS Niederkirchen | VfR 09 Saarbrücken | TSV Crailsheim | SC Sand | SC Klinge Seckach | FSV Schwarzbach | VfL Sindelfingen | TuS Ahrbach |
| 1.          | FSV Frankfurt      | –             | 1:0          | 8:0               | 1:0                | 1:0            | 6:0     | 6:1               | 6:0             | 6:0              | 10:0        |
| 2.          | SG Praunheim       | 1:2           | –            | 1:1               | 7:1                | 3:0            | 5:0     | 2:0               | 4:0             | 3:0              | 4:0         |
| 3.          | TuS Niederkirchen  | 1:4           | 0:0          | –                 | 2:2                | 1:4            | 5:2     | 3:1               | 4:1             | 4:0              | 1:1         |
| 4.          | VfR 09 Saarbrücken | 0:1           | 1:0          | 1:3               | –                  | 3:2            | 3:1     | 0:3               | 3:1             | 3:0              | 1:1         |
| 5.          | TSV Crailsheim     | 1:4           | 2:1          | 0:1               | 0:0                | –              | 1:1     | 0:0               | 1:1             | 3:1              | 1:2         |
| 6.          | SC Sand            | 0:5           | 0:6          | 1:0               | 0:1                | 1:0            | –       | 2:0               | 1:1             | 1:1              | 4:2         |
| 7.          | SC Klinge Seckach  | 0:7           | 1:2          | 0:0               | 2:2                | 3:1            | 2:1     | –                 | 5:0             | 1:2              | 5:1         |
| 8.          | FSV Schwarzbach    | 0:6           | 0:2          | 1:0               | 0:2                | 1:3            | 1:1     | 1:0               | –               | 3:2              | 3:1         |
| 9.          | VfL Sindelfingen   | 0:0           | 1:2          | 2:3               | 3:0                | 0:3            | 1:4     | 1:1               | 3:1             | –                | 4:0         |
| 10.         | TuS Ahrbach        | 0:2           | 1:2          | 1:7               | 2:4                | 0:1            | 1:2     | 2:2               | 0:1             | 1:1              | –           |

## Endrunde um die deutsche Meisterschaft

### Halbfinale
Gespielt wurde am 25. Mai und 1. Juni 1997. Die jeweils erstgenannte Mannschaft hatte im Hinspiel Heimrecht.
|               | Gesamt |                        | Hinspiel | Rückspiel |
| ------------- | ------ | ---------------------- | -------- | --------- |
| SG Praunheim  | 3:5    | Grün-Weiß Brauweiler   | 2:4      | 1:1       |
| FSV Frankfurt | 3:4    | FC Rumeln-Kaldenhausen | 2:1      | 1:3       |

### Finale
| FC Rumeln-Kaldenhausen                    | FC Rumeln-Kaldenhausen | Grün-Weiß Brauweiler | Grün-Weiß Brauweiler |
| ----------------------------------------- | --- | --- | -------------------- |
| FC Rumeln-Kaldenhausen                    | \| 8. Juni 1997 in Duisburg-Homberg \| \| Ergebnis: 1:1 n. V. (0:0), 3:5 i. E. \| \| Zuschauer: 5.000 \| \| Schiedsrichterin: Elke Günthner (Bamberg) \| | \| 8. Juni 1997 in Duisburg-Homberg \| \| Ergebnis: 1:1 n. V. (0:0), 3:5 i. E. \| \| Zuschauer: 5.000 \| \| Schiedsrichterin: Elke Günthner (Bamberg) \| | Grün-Weiß Brauweiler |
| FC Rumeln-Kaldenhausen                    | Désirée Sesek – Melanie Hoffmann – Claudia Mandrysch, Nicole Ferber – Christina Puls (62. Ellen van Bergen), Martina Voss, Jutta Nardenbach, Maren Meinert, Sandra Albertz (105. Daniela Arndt) – Inka Grings, Jolanta Nieczypor Cheftrainer: Michael Wiegelmann | Manuela Goller – Claudia Klein – Ursula Gertheinrich, Natascha Schwind (46. Carmen Lieth) – Andrea Klein, Sonja Fuss, Tünde Nagy (80. Petra Vidmar), Bettina Wiegmann, Nicole Brandebusemeyer (77. Patricia Menge) – Gudrun Gottschlich, Carmen Holinka Cheftrainer: Hans-Jürgen Tritschoks | Grün-Weiß Brauweiler |
| FC Rumeln-Kaldenhausen                    | 1:0 Inka Grings (91.) | 1:1 Patricia Menge (117.) | Grün-Weiß Brauweiler |
| FC Rumeln-Kaldenhausen                    | Elfmeterschießen | | Grün-Weiß Brauweiler |
| FC Rumeln-Kaldenhausen                    | 1:1 Maren Meinert 2:2 Melanie Hoffmann 3:3 Claudia Mandrysch Daniela Arndt (verschossen) | 0:1 Bettina Wiegmann 1:2 Petra Vidmar 2:3 Andrea Klein 3:4 Ursula Gertheinrich 3:5 Claudia Klein | Grün-Weiß Brauweiler |
| FC Rumeln-Kaldenhausen                    | Mandrysch, Nardenbach, Grings | Nagy | Grün-Weiß Brauweiler |
| FC Rumeln-Kaldenhausen                    | Nardenbach, Grings | | Grün-Weiß Brauweiler |
| 8. Juni 1997 in Duisburg-Homberg          | | |                      |
| Ergebnis: 1:1 n. V. (0:0), 3:5 i. E.      | | |                      |
| Zuschauer: 5.000                          | | |                      |
| Schiedsrichterin: Elke Günthner (Bamberg) | | |                      |

## Statistik
Insgesamt fielen 621 Tore (Schnitt 3,45), 77 Tore weniger als im Vorjahr. Davon entfielen auf die Nordgruppe 309 Tore (Schnitt 3,43) und auf die Südgruppe 312 Tore (Schnitt 3,46). Torschützenkönigin wurde erstmals Birgit Prinz (FSV Frankfurt) mit 20 Toren.

## Relegation
Grün markierte Vereine qualifizierten sich für die eingleisige Bundesliga.

### Gruppe 1
| Pl. | Verein              | Sp. | S | U | N | Tore    | Diff. | Punkte |
| --- | ------------------- | --- | - | - | - | ------- | ----- | ------ |
| 1.  | SSV Turbine Potsdam | 6   | 4 | 2 | 0 | 017:300 | +14   | 14     |
| 2.  | SG Wattenscheid 09  | 6   | 3 | 1 | 2 | 009:700 | +2    | 10     |
| 3.  | WSV Wolfsburg       | 6   | 2 | 2 | 2 | 009:110 | −2    | 08     |
| 4.  | Hertha Zehlendorf   | 6   | 0 | 1 | 5 | 007:210 | −14   | 01     |

### Gruppe 2
| Pl. | Verein                      | Sp. | S | U | N | Tore    | Diff. | Punkte |
| --- | --------------------------- | --- | - | - | - | ------- | ----- | ------ |
| 1.  | Fortuna Sachsenroß Hannover | 6   | 4 | 2 | 0 | 014:600 | +8    | 14     |
| 2.  | Hamburger SV                | 6   | 2 | 2 | 2 | 008:900 | −1    | 08     |
| 3.  | Schmalfelder SV             | 6   | 2 | 1 | 3 | 011:900 | +2    | 07     |
| 4.  | TV Jahn Delmenhorst         | 6   | 1 | 1 | 4 | 006:150 | −9    | 04     |

Fortuna Sachsenroß Hannover verzichtete aus finanziellen Gründen auf die Teilnahme an der eingleisigen Bundesliga. Dafür rückte der Hamburger SV nach.

### Gruppe 3
| Pl. | Verein                 | Sp. | S | U | N | Tore    | Diff. | Punkte |
| --- | ---------------------- | --- | - | - | - | ------- | ----- | ------ |
| 1.  | SC 07 Bad Neuenahr (A) | 6   | 5 | 0 | 1 | 018:800 | +10   | 15     |
| 2.  | TSV Crailsheim         | 6   | 4 | 0 | 2 | 014:100 | +4    | 12     |
| 3.  | FSV Schwarzbach        | 6   | 2 | 0 | 4 | 011:140 | −3    | 06     |
| 4.  | SC Freiburg            | 6   | 1 | 0 | 5 | 009:200 | −11   | 03     |

### Gruppe 4
| Pl. | Verein            | Sp. | S | U | N | Tore    | Diff. | Punkte |
| --- | ----------------- | --- | - | - | - | ------- | ----- | ------ |
| 1.  | SC Klinge Seckach | 6   | 5 | 1 | 0 | 020:200 | +18   | 16     |
| 2.  | SC Sand           | 6   | 3 | 1 | 2 | 009:900 | ±0    | 10     |
| 3.  | TSV Jahn Calden   | 6   | 2 | 2 | 2 | 011:120 | −1    | 08     |
| 4.  | Wacker München    | 6   | 0 | 0 | 6 | 002:190 | −17   | 0      |

## Bundesliga 1997/98
Folgende zwölf Mannschaften haben sich für die neue, eingleisige Bundesliga qualifiziert:
- SC 07 Bad Neuenahr (Aufsteiger)
- Grün-Weiß Brauweiler (Titelverteidiger)
- FSV Frankfurt
- Hamburger SV (Aufsteiger)
- SC Klinge Seckach
- TuS Niederkirchen
- SSV Turbine Potsdam
- SG Praunheim
- Eintracht Rheine
- FCR Duisburg 55 (Umbenennung von FC Rumeln-Kaldenhausen)
- 1. FC Saarbrücken (Die Abteilung des VfR 09 Saarbrücken trat geschlossen zum 1. FC über)
- Sportfreunde Siegen